# I miserabili (miniserie televisiva 1964)
I miserabili è uno sceneggiato televisivo in 10 puntate, tratto dall'omonimo romanzo di Victor Hugo, andato in onda sul Programma Nazionale della Rai nel 1964, diretto da Sandro Bolchi, con Gastone Moschin, Tino Carraro e Giulia Lazzarini come interpreti principali: « il più lungo romanzo sceneggiato mai realizzato dalla televisione. »

## La lavorazione
Le riprese durarono 4 mesi giusti, dal 5 ottobre 1963 al 7 febbraio 1964: vennero fatte interamente in studio, nella sede RAI di via Teulada a Roma, dove furono ricostruiti gli “esterni”, come per esempio le scene che si svolgono nel bosco, per le strade di Parigi, nel giardino del Lussemburgo.
In risposta ad alcune polemiche, Sandro Bolchi dichiarò di aver rispettato l'impegno di spesa, ossia 100 milioni di lire, e di non aver usato « 400 comparse », come fu accusato, ma soltanto 37. Si vantò anzi di aver usato solo 7 soldati per le scene delle barricate.
Allo spettatore di oggi, la tecnica di ripresa può sembrare assai semplice: ci sono infatti piani-sequenza di vari minuti, e la camera indugia lungamente su primi e primissimi piani degli interpreti. Sovente capita di vedere l'ombra della “giraffa” o della stessa camera.
Il regista, che aveva pensato a questo sceneggiato nel maggio 1963, in occasione del centenario del romanzo, così descrisse il proprio lavoro: « Non ho voluto fare un colossal perché la tv non sopporta spettacoli imponenti, grandiosi. Sarà una storia romantica, allontanata il più possibile nel tempo per darle quel senso di magico, di onirico, che hanno le cose lontane, antiche ma non vecchie. » E aggiungeva: « Nessuna tentazione di fare cinema. La mia favola è tutta girata in studio per non concedere nulla a una realtà naturale che con la sua prepotenza troppo difficilmente si concilia con lo spettacolo. »

## La programmazione
Annunciata per febbraio dallo stesso regista, la programmazione slittò di qualche settimana: infatti le puntate, di durata variabile (dai 50 minuti di alcune ai quasi 90 dell'ultima) per un totale di oltre 11 ore, vennero trasmesse dal 5 aprile al 7 giugno 1964, la domenica alle 21, appunto sul Programma Nazionale (oggi Rai1).
Dalla seconda settimana, ogni puntata era preceduta da un riassunto di quanto avvenuto in precedenza: in circa tre minuti, una voce fuori campo rievocava per il telespettatore, con l'ausilio di foto, i fatti salienti degli episodi già andati in onda.
Tutte le puntate iniziavano con i titoli in sovrimpressione sulla prima scena: « Dal romanzo di Victor Hugo / I miserabili / Adattamento sceneggiatura e dialoghi di Dante Guardamagna »; seguiva « regia di Sandro Bolchi », il numero della puntata e il suo titolo; i nomi dei personaggi e degli interpreti, « in ordine di entrata », erano invece alla fine, nei titoli di coda, che scorrevano, sempre in sovrimpressione, sulla scena finale.
Questi i titoli degli episodi: prima puntata Un giusto; seconda puntata Javert;
terza puntata Il processo Champmathieu; quarta puntata Fantina; quinta puntata Cosetta;
sesta puntata I figli di Waterloo; settima puntata La topaia Gorbeau; ottava puntata Gavroche;
nona puntata Ponine; decima puntata I candelieri del Vescovo.
L'opera è stata riproposta su RAI5 nel 2015, dal 3 agosto al 5 ottobre, e, sempre su RAI5 in rapida successione su due settimane, all'inizio di agosto del 2020.

## Gli interpreti
Gli interpreti principali – Moschin, Carraro e Lazzarini – erano stati protagonisti, un anno prima, di uno sceneggiato altrettanto famoso: Il mulino del Po, sempre diretto da Sandro Bolchi, con il quale peraltro avevano lavorato anche in precedenti opere televisive. 
Si riformò così un gruppo di attori affiatati con il regista e fra loro – Moschin era anche stato due stagioni nella compagnia del Piccolo Teatro di Milano, gli altri due c'erano ancora. E il risultato si vede.
In particolare, la prova di Gastone Moschin fu superba: l'attore, che all'epoca della registrazione aveva 34 anni, dimostrò grandi doti nel rendere le sfaccettature del suo personaggio e la sua evoluzione, anche anagrafica, dato che la storia copre un periodo di circa vent'anni, dall'autunno 1815 alla primavera 1833, ossia dai 47 ai 65 anni di Jean Valjean.
Per Moschin fu un successo personale straordinario e duraturo: nonostante avesse fatto, prima e dopo lo sceneggiato, film con grandi registi e di grande popolarità – da Montaldo a Zampa, da Bertolucci (Il conformista) a Coppola (Il padrino II), da Germi (Signore e signori) a Monicelli (Amici miei), da Pietrangeli a Vancini – vent'anni più tardi il bravo attore veronese veniva ancora identificato dalla gente nel protagonista dei Miserabili. Cosa di cui alla lunga si rammaricava: « Per il grande pubblico – disse a un giornalista che l'intervistò nel dicembre 1983 – io sono ancora Jean Valjean, o “quello” di Amici miei.. ».
Antonio Battistella, bravissimo nella parte del perfido e trasformista Thenardier, era un pilastro del Piccolo Teatro di Milano, nella compagnia di Strehler dalla sua fondazione.
Fra i tanti attori giovani che vi compaiono, e che sarebbero poi diventati noti al pubblico, Glauco Onorato, Orazio Orlando ed Edoardo Nevola, lanciato da Germi nel film Il ferroviere e valorizzato di lì a poco da Lina Wertmuller in un altro storico lavoro televisivo: Il giornalino di Gian Burrasca, dove è il buon Tito Barozzo, compagno di collegio di Gianni Stoppani (Rita Pavone).
Nella parte di Cosetta a 8 anni, una bambina di nome Loretta Goggi (tredicenne durante le riprese).

## Curiosità
Secondo un'antica prassi, molti nomi di persone e luoghi vennero italianizzati (Benvenuto, Fantina, Cosetta, Mario, Montreuil Marittima, piccolo Picpus, Parigi, Tolone ecc.) tranne quello del protagonista, Jean, troppo noto così per trasformarlo in “Gianni”; allo stesso modo, non fu tradotta, forse per aggirare la censura, la celebre esclamazione attribuita a Cambronne, che viene rievocata dagli attori girovaghi, guidati da uno straordinario Achille Millo: la parola, assai ardita per la televisione del tempo, viene pronunciata in francese, e fuori campo.
L'adattamento del romanzo è particolarmente fedele all'originale tanto da inserire quelle che nel libro non son altro che digressioni dalla trama, ne èun esempio buona parte dell'episodio 'I figli di waterloo' dove dei commedianti ripercorrono la battaglia di Waterloo. 
Nonostante ciò sovente possono trovarsi errori nella trasposizione, eccone alcuni: 
- Nel secondo episodio, quando Jean Valjean è sindaco, sotto il nome di Signor Madelaine, della città di Montreuil Marittima (Montreuil sur mer) il commissario Javert indende arrestarlo non appena avrà constatato i propri sospetti senza avere però movente poiché è mancante la scena in cui Jean compie il vero è proprio crimine. L'ex forzato, el cammino verso Montreuil, ruba una moneta da quaranta soldi ad un piccolo savoiardo mettendoci il piede sopra nonappena quella cade, il bambino avrà poi la coscienza di segnalare il ladro alle autorità facendo così insospettire Javert il quale vede in Jean la descrizione del ladro. Nello sceneggiato viene fatto intendere, invece, che Javert voglia arrestare Jean per il furto dei candelabri, cosa che in realtà viene impunta dal vescovo Myriel il quale dirà di averli regalati a lui negando il furto. 
- L'età dell'ispettore Javert e quella di Jean Valjean sono ben diverse: il forzato nel libro è più vecchio dell'ispettore cosa che viene invece invertita nell'età degli attori facendo sembrare Javert (che nel romanzo nasce nel 1780) più anziano di Jean (nato nel 1769)
Per la scena nelle fogne di Parigi, girata in realtà in una piscina alle pendici di Monte Mario, sotto al costume di scena Moschin indossò una muta da subacqueo, per resistere alla prolungata permanenza nell'acqua fino al collo, con il corpo di Mario (Roberto Bisacco) sulle spalle.
Secondo Maurizio Porro, lo sceneggiato fu “galeotto” per la protagonista Giulia Lazzarini, « ripresa con amore – scrive il critico nella presentazione ai dvd RAI-Fabbri – dal primo cameraman Carlo Battistoni che diventerà poi suo marito. »
Le riprese subirono delle interruzioni per lo sciopero proclamato dal sindacato attori, che in quel periodo era presieduto da Gino Cervi (che era stato Jean Valjean in un film del 1948), con Gastone Moschin nel comitato direttivo: le richieste non erano solo economiche, ma soprattutto di tutela rispetto alle “minacce” che l'innovazione nelle tecniche televisive stava portando al loro mestiere.
Nella sesta puntata (I figli di Waterloo), il protagonista Jean Valjean in realtà compare solo pochi secondi, verso la fine, in scene però fondamentali: una è quando Mario vede per la prima volta Cosetta – che ormai è una donna, e ora è interpretata da Giulia Lazzarini, la stessa attrice che all'inizio del teleromanzo fa la madre di Cosetta, ossia la sfortunata Fantina; l'altra scena, su cui si chiude l'episodio, quando padre e figlia entrano nella topaia dove vivono, sotto falso nome, i coniugi Thenardier, gli ex locandieri che erano stati i terribili genitori adottivi di Cosetta.

## La critica
Lo sceneggiato fu accolto in genere piuttosto positivamente dai critici dei quotidiani: «le fatiche di Sandro Bolchi – scriveva per esempio L'Unità dopo la terza puntata – si mantengono sempre su un piano di dignità formale che è già di per sé una garanzia: nei teleromanzi diretti da questo regista è difficile trovare sbavature o facili effetti». E qui in particolare, secondo il critico del giornale, Bolchi ha «spinto avanti la sua ricerca per utilizzare al meglio i mezzi espressivi della televisione: basta osservare l'ampio uso dei primi piani, che segna il passaggio dal dipanarsi della trama allo studio dei caratteri».
Nella sua “garzantina” della tv, Aldo Grasso definisce lo sceneggiato una « solida e decorosa versione […] un fedele affresco storico che coglie e raffigura la quotidiana disperazione di gesti e volti […] confezionato con cura e rigore », sottolineando « la recitazione volutamente scarna, priva di indugi melodrammatici » rifuggendo il regista « da ogni sentimentalismo e da ogni eccesso teatrale, svuotando l'azione di qualunque enfasi oleografica. »
Quasi 45 anni dopo, commentando l'edizione in DVD, Maurizio Porro parla di « uno stile che somiglia al realismo del cinema francese degli anni '30 » e di « una grande rappresentazione di prosa ma con dissolvenze in nero come nel cinema classico », con « un compiuto risultato di verosimiglianza (mai minacciato dal facile senso melodrammatico). »